# SoftLab-NSK
SoftLab-NSK (также СофтЛаб-НСК) — советская и российская компания, основанная в 1988 году. Разрабатывает компьютерные игры, производит мультимедийное оборудование, виртуальные тренажёры для космонавтов, работников железнодорожного транспорта и т. д.
Головной офис расположен в Новосибирске.

## История
Компания была создана в 1988 году коллективом учёных из Института автоматики и электрометрии СО РАН, участвовавших в отечественной программе космических исследований.
В 1990 году компания разрабатывает «Студия 90» — систему декомпрессии синтезированных изображений в реальном времени для записи и монтажа компьютерных мультфильмов.
В 1994 году SoftLab-NSK по заказу американской компании The Other 90% Technologies создаёт компьютерные игры MindFlight, MindSkier и Fib, основанные на нейрофизиологическом управлении.
С 1995 по 1996 год разрабатывается VR-система для астронавтов NASA с целью приобретения  практических навыков в работе с бортовым оборудованием модулей «Спектр» и «Природа» орбитальной станции «Мир», кроме того данная система была предназначена для ознакомления с интерьером данных модулей.
В 1996 году компания создаёт систему VR для практики в стыковке модулей станции «Мир».
В 1998 году компания 1С издаёт игру Дальнобойщики: Путь к победе, которую SoftLab-NSK разработала совместно с Buka Entertainment.
С 1996 по 2000 годы разрабатывается программно-аппаратная система «Форвард», с помощью которой осуществляется работа с цифровыми видео и звуком. Данная система используется различными вещательными станциями.
С 2000 года создаётся линейка продуктов «Форвард T», виртуальная студия «Фокус» для производства теле- и видеопродукции, система SportReplay, предназначенная для замедленного воспроизведения телевизионных повторов и многоканальной записи в прямом эфире. Разрабатывается линейка продуктов «Форвард Голкипер».

## Продукция

### Компьютерные игры
- MindFlight
- MindSkier
- Fib
- Дальнобойщики: Путь к победе
- Дальнобойщики 2
- Дальнобойщики 3: Покорение Америки
- iRome[1]

### Симуляторы
- Тренажёр «Сортировочная горка» (совместно с СГУПС)
- Тренажёр «ВИН» (для геофизических исследований с борта МКС)
- Тренажёр «Телеоператор» (для стыковки транспортного корабля и модулей МКС)
- Тренажёр формирования навыков пилотирования по методике Сергея Пискунова
- Тренажёр отработки аварийных ситуаций на шахте

### Виртуальные реконструкции
- Архаестествознание
- Умревинский острог
- Молотовый амбар
- Коттеджный посёлок «Ложок»

### Мультимедийное оборудование
- Система «Форвард Т» (оборудование для автоматизации телеэфира)
- Система «Форвард Голкипер» (система многоканальной записи и видеоповтора в прямом эфире)
- Студия «Фокус» (трёхмерная виртуальная студия)